# Сьвінкі (Люблінське воєводство)
Сьвінкі (пол. Świnki) — село в Польщі, у гміні Модлібожиці Янівського повіту Люблінського воєводства.
Населення — 10 осіб (2011).

## Демографія
Демографічна структура станом на 31 березня 2011 року:
|          | Загалом | Допрацездатний вік | Працездатний вік | Постпрацездатний вік |
| -------- | ------- | ------------------ | ---------------- | -------------------- |
| Чоловіки | 6       | 1                  | 3                | 2                    |
| Жінки    | 4       | 1                  | 1                | 2                    |
| Разом    | 10      | 2                  | 4                | 4                    |